# Tarcali csata (1527)
A tarcali csata vagy tokaji csata Tokaj közelében zajlott le Szapolyai János magyar király és az úgyszintén magyar uralkodóvá választott I. (Habsburg) Ferdinánd osztrák főherceg seregei között 1527. szeptember 27-én. A két király közti háborúnak ez volt az első nyílt összecsapása, amely János erőinek vereségével végződött.

## Előzmények
A mohácsi csatát követően a magyar nemesség egy része az 1505-ös rákosi országgyűlésen hozott határozat értelmében magyar főurak soraiból választotta meg az ország új királyát. E tekintetben a leghatalmasabb főnemesre, Szapolyai János erdélyi vajdára esett a választás.
A Habsburgok azonban a Jagellókkal 1506-ban kötöttek házassági szerződést, amely szerint ha kihal Magyarországon a Jagelló család, akkor nekik kellett volna örökölni a teljes országot, a cseh koronával egyetemben.
A két király közötti huzavona 1527 elejére elmérgesedett, s amikor Ferdinánd seregei elindultak, hogy a főherceg trónigényét érvényesítsék, kiderült, hogy János hatalma milyen ingatag. Alig egy hónap leforgása alatt az egész Dunántúl az osztrákok kezére jutott, míg Budán Szapolyai vesztegelt, arra várva, hogy a nemesi felkelés csapatai bevonuljanak. Amikor Ferdinánd csapatai Kázmér brandenburgi őrgróf vezérletével már a főváros felé közeledtek, János híveivel keletnek, Erdély irányába vonult vissza.

## A szembenálló erők
Időközben az őrgróf megbetegedett és szeptember 21-én meghalt. Helyét Ferdinánd tehetséges vezére Niclas zu Salm vette át, aki folytatta a visszavonuló magyar csapatok üldözését és útközben Egert is megszállta. A teljes osztrák-német sereg úgy tizennyolcezer főt tett ki. Korábban hasonló létszámú volt Szapolyai serege is, de egy részét vagy leszerelte, vagy pedig elszöktek és átálltak a német táborba. Így most körülbelül hét-nyolcezer emberrel, köztük magyar, erdélyi és szerb egységekkel (utóbbiak vezetője Bakith Pál volt, aki a csata után Ferdinándhoz állt és végig annak a táborában maradt) állt szemben Salm gróf túlerőben levő hadával, amelyben igen képzett zsoldosok, úgynevezett landsknechtek szolgáltak, valamint Török Bálint és Pekry Lajos vezérletével huszárcsapatok is.

## A csata
A német erők Tarcalnál vertek tábort, az egyik Szapolyai birtokon, szeptember 26-án. Előzőleg egy kisebb csapatot Sajóládnál szétvertek. János két híve Kismarjay Lukács és Bodó Ferenc rajtaütést próbáltak meg kivitelezni Salm ellen, mivel nem a teljes haderővel, hanem csak 6000 emberrel vonult Tokaj alá.
Szeptember 27-én kezdődött a harc, először a szerbek csaptak rá a stájer csapatokra, akiket vissza is szorítottak. Bodó így a jobbszárnyon több sikerrel járt, ellentétben a balszárnyon a Leonhard von Fels- és von Katzianer-féle gyalogsággal szemben Kismarjay alulmaradt.
A németek oldalán harcoló magyar huszár hadtestek középen áttörték az ellenség arcvonalát és Kismarjay elesett, így a magyar jobbszárny megfutamodott, amit aztán szétvertek.
A kedvező alkalmat kihasználva Salm gróf Tokajnak, Szapolyai tábora felé vette még aznap az irányt, ahol a magyar sereg többi része táborozott. A támadás során János azonnal meghátrált a Tisza felé, addig Bodó utóvédharcot vívott. János erői amint átkeltek a folyón a hidat felszámolták, így Bodó – aki megsebesült –, a túlparton rekedt és seregét szétverték. Sokan a folyóba fulladtak bele és János minden hadifelszerelését és sátrát elvesztette.
A csatából János Váradra, majd Erdélybe menekült, míg Salm elfoglalta Tokajt, Regécet és Boldogkőt. János hadai a Tarcalnál vívott harcokban kétezer, míg a Tiszánál valószínűleg még ennél többet vesztettek el.

## A következmények
A győzelemmel Ferdinánd úgy érezte, hogy ezzel lezárta a háborút Szapolyaival és megszerezte a magyar trónt. Királlyá választását igazolandó november 3-án fejére tették a Szent Koronát.
Közben a János-párti Szlavóniában is az osztrákok kerekedtek felül, így egész Horvátország Ferdinánd hatalmába került.
A keleti országrész azonban továbbra is János kezében maradt, ahol új erőt gyűjthetett. Közben segélykérő követséget menesztett Franciaországba és törökföldre.
A tavasz kezdetén folytatta a harcot, de Szina mellett súlyos vereséget szenvedett és kiszorult lengyel területre, ahonnan csak novemberben térhetett vissza török és moldvai segítséggel.

## Külső hivatkozások
- Szilágyi Sándor: A Magyar Nemzet Története
- Magyarország hadtörténete, Zrínyi katonai kiadó, Budapest 1985. szerk.: Liptai Ervin ISBN 9633263379